# Radio joviano

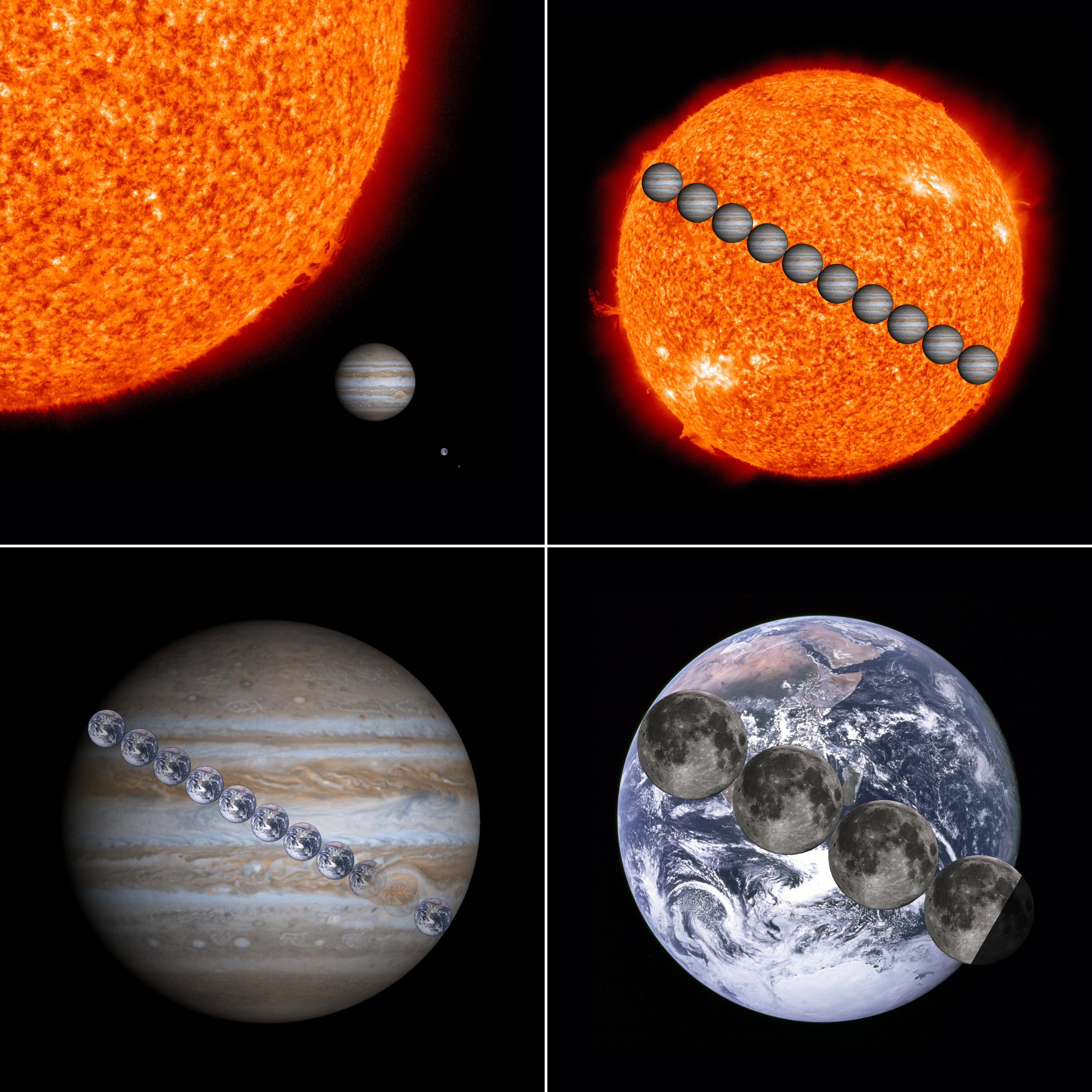
Comparación del tamaño de Júpiter, el Sol, la Tierra y la Luna.

El radio joviano (RJ) es una unidad de medida utilizada en astronomía y astrofísica para medir comparativamente el radio de las estrellas y otros objetos astronómicos. Es igual al radio del planeta Júpiter.
El radio ecuatorial de Júpiter es de 71 492±4 km, correspondiendo a un radio joviano (RJ).
El tamaño de la mayoría de los exoplanetas se expresa en radios jovianos, siendo también habitual el uso del radio de la Tierra y el radio solar para planetas de gran tamaño.
El radio de Júpiter es 0,10045 veces el radio del Sol y casi 11 veces mayor que el de la Tierra (10,9733 veces mayor).
Un radio de Júpiter se puede convertir en unidades relacionadas:
- 41 Radios lunares (RL)
- 11,209 Radio de la Tierra (R⊕)[2]
- 0,102719 Radio solar (R☉)

En comparación, un radio solar es equivalente a:
- 400 Radios lunares (RL)
- 109 Radio de la Tierra (R⊕)
- 9,735 Radio de Júpiter (RJ)